# جامفيل غياتسو
جامفيل غياتسو (1758 م – 1804 م) الدالاي لاما الثامن، ولد في ثوبغيال لهاري غانغ في مقاطعة تسانغ جنوب غرب التبت. كان والده سونام دهارغي ووالدته فونتسوك وانغومو في الأصل من خام وتصل جذورهم لدهلا الا تسيغيال وهو بطل أسطوري في التراث الشعبي.
تروي قصة أنه بينما كانت والدة جامفيل تتناول الطعام مع إحدى قريباتها في الحديقة ظهر فجأة قوس قزح كبير لمست إحدى نهايته كتف الأم، وهذه كانت علامة على قرب ميلاد شخص مقدس. وبعد ميلاد جامفيل كثرت الأقاويل حوله، فكان ينظر إليه وهو طفل رضيع على أنه شخص سماوي حيث كان يُعتقد بأن الطفل يحاول باستمرار الجلوس بوضع التأمل (وضعية اللوتس). وعندما سمع به بالدين ييشي البانشين لاما السادس قال بأن هذا الطفل لا بد أن يكون التجسد الحقيقي للدالاي لاما.
ويروى بأن جامفيل حينما ابتدأ يتكلم قال لذويه "سوف أذهب إلى لاسا عندما أبلغ الثالثة من العمر"، في ذلك الوقت اقتنع الجميع بأن هذا الطفل هو حقاً الدالاي لاما الثامن.
أُخذ جامفيل إلى دير تاشي لهونبو في شيجاتس وهو في عمر الثانية والنصف، واعطي اسم جامفيل غياتسو. عام 1762 حمل موكب الدالاي لاما الجديد إلى لاسا ليتوج في قصر بوتالا. وعندما بلغ جامفيل السابعة تقدم إلى نذور الراهب المبتدئ واكتملت رسامته عام 1777.
إضافة لموهبته الروحانية التي تميز بها اشتهر جامقيل غياتسو ببناءه متنزه نوربولينغكا والقصر الصيفي في ضواحي لاسا. توفي عام 1804 عن 47 سنة. 

## مواضيع ذات صلة
- البوذية
- الدالاي لاما

## وصلات خارجية
- جامفيل غياتسو على موقع الموسوعة البريطانية (الإنجليزية)

- The Eighth Dalai Lama, Jamphel Gyatso. Dalai lama.com
- الموسوعة البريطانية

| سبقه كيلزانغ غياتسو | الدالاي لاما بين عامي 1758 - 1804 | تبعه لونغتوك غياتسو |